# Canarische spitsmuis
De Canarische spitsmuis (Crocidura canariensis)  is een zoogdier uit de familie van de spitsmuizen (Soricidae). De wetenschappelijke naam van de soort werd voor het eerst geldig gepubliceerd door Hutterer, Lopez-Jurado, and Vogel in 1987.